# 沙河 (萧濉新河)
沙河，又称大沙河，位于安徽省北部，是萧濉新河左岸支流。上游称文家河（文夹河），发源于砀山县唐寨镇北黄河故道南侧，向南流过陇海铁路后折向东流，进入萧县后始称“沙河”或“大沙河”，沙河由西北向东南纵贯萧县境，于萧县南部孙庄节制闸注入萧濉新河。全长66.1公里，流域面积488.6平方公里。